# The Homesteaders
The Homesteader est un western américain réalisé par Lewis D. Collins en 1953.

## Distribution
- Bill Elliott : Mace Corbin
- Robert Lowery : Clyde Moss
- Emmett J. Flynn : Old Grimer
- George Wallace : Meade
- Robert 'Buzz' Henry : Charlie
- Stanley Price : Van
- Rick Vallin : Slim
- William Fawcett : Hector
- James Sayers : John Kroger
- Tom Monroe : Henchman Jake
- Barbara Woodell : Jenny Moss
- Ray Walker : Colonel Peterson